# Manuel Veiga Taboada
|  | Per a altres significats, vegeu «Manuel Veiga». |

Manuel Veiga Taboada (Monforte de Lemos, 1960) és un periodista i escriptor gallec.

## Trajectòria
Fill de mestres rurals, visqué fins als dotze anys entre Diomondi (La Saviñao) i la ciutat de Monforte de Lemos. Es graduà a la seva localitat natal i als 17 anys se n'anà a Madrid, on hi visqué entre 1977 i 1983. Es llicencià en Ciències de la Informació i en Ciències Polítiques i Sociologia per la Universitat Complutense de Madrid. L'any 2001 es doctorà en Ciència Política i Sociologia a la Universitat Nacional d'Educació a Distància (UNED), amb la tesi en castellà La construcción social de la realidad regional gallega a través de la prensa. El caso de Faro de Vigo (1898-1923).
L'any 1983 s'incorporà a la redacció del setmanari A Nosa Terra, de la qual fou director entre 2007 i 2010, i des de llavors resideix a Vigo. A més de la seva obra narrativa, també és autor de diversos treballs relacionats amb la història i la literatura política, publicats en diverses revistes especialitzades.

## Obres

### Narrativa
- As ruínas da cidade amada (1998)
- Biografías de malogrados (2001)
- O exiliado e a primavera (2004, Xerais)
- Lois e Helena buscándose un día de tormenta (2006)
- O profesor de vegliota (2008, Xerais)
- Os xornalistas utópicos (2013, Xerais)
- Todo ser humano é un río (2016, Xerais)

### Assaig
- O pacto galego na construcción de España (2003, A Nosa Terra)
- Manuel María, buscando un país (2016, Xerais)
- Manuel María. Vida, versos e rebeldía (2016, Xerais)

### Assaig humorística
- Do G ao Z (2012, Xerais)

### Obres col·lectives
- Carlos Casares: a semente aquecida da palabra (2003, Consello da Cultura Galega)
- Volverlles a palabra. Homenaxe aos represaliados do franquismo (2006, Difusora)

## Premis
- Premi Xerais de 2004, per O exiliado e a primavera[2]
- Premi García Barros de 2006, per Lois e Helena buscándose nun día de tormenta[3]